# Aurelio Saffi
Aurelio Saffi (ur. 13 sierpnia 1819 w Forli, zm. 10 kwietnia 1890) – polityk włoski, rewolucjonista i powstaniec, ważna postać włoskiego ruchu radykalno-republikańskiego, uczestnik walk w obronie Republiki Rzymskiej i powstania mediolańskiego w 1853.
Urodził się w rodzinie szlacheckiej w 1819 r. w Forli, miejscowości leżącej wówczas w Państwie Kościelnym, a obecnie we włoskim regionie Emilia Romania.
Studiował prawo na uniwersytecie w Ferrarze, potem przez pewien czas przebywał w Rzymie, gdzie obracał się w kręgach intelektualistów włoskich i zajmował się praktyką zawodową. Aktywność
polityczną rozpoczął w mieście rodzinnym, biorąc czynny udział w protestach przeciwko złej administracji legatów papieskich w Romanii w lutym i marcu 1831 r. W latach 1844–45 był członkiem rady miasta i sekretarzem prowincji. W roku 1845 założył wraz z Massimo d’Azeglio nielegalne pismo Rimonstranza.
Jako zagorzały zwolennik idei Mazziniego Saffi wziął udział we współtworzeniu na obszarze Państwa Kościelnego Republiki Rzymskiej w 1849. Objął tekę ministra spraw wewnętrznych w prowizorycznym rządzie włoskim (od lutego 1849 do upadku Republiki Rzymskiej w lipcu tego roku) po Carlo Armellinim. 29 marca 1849 r. Saffi został członkiem tzw. triumwiratu (w skład którego weszli też Mazzini i Armellini), który uzyskał władzę dyktatorską w celu obrony przed interwencją zewnętrzną. Kiedy na przełomie czerwca i lipca 1849 rewolucjoniści zostali pobici przez wojska francuskie, Saffi udał się na wygnanie do Genui, a następnie do Szwajcarii, skąd przeniósł się z Mazzinim do Londynu. Tam w 1850 współuczestniczył w powołaniu Narodowego Komitetu Włoskiego.
Powrócił do Włoch w 1853, by wziąć udział w powstaniu przeciwko Austriakom, które wybuchło 6 lutego 1853 w Mediolanie. Po jego upadku został skazany na 20 lat więzienia. W więzieniu Saffi pobrał się z Giorginą Janet Craufurd, feministką i zwolenniczką Mazziniego. Mieli czterech synów.
Po uwolnieniu w 1860 Saffi przeniósł się do z Mazzinim do Neapolu. W następnym roku został wybrany na posła w nowo uformowanym parlamencie zjednoczonych Włoch. Po bitwie pod Aspromonte w sierpniu 1862, w której rządowe wojska włoskie wystąpiły przeciw Garibaldiemu, zrzekł się mandatu i przeniósł na sześć lat do Londynu, po czym powrócił do Włoch. Od 1877 r. Saffi był profesorem katedry w Bolonii. Zajmował się także zbieraniem archiwaliów związanych z Mazzinim i jego niepublikowanych rękopisów.
Zmarł w wieku 70 lat w swej rezydencji, Villa Saffi, która została przekształcona w muzeum jego imienia.  W dowód uznania dla jego działalności na centralnym placu Forli wzniesiono pomnik Saffiego.